# Aerovironment
Aerovironment Inc. (Eigenschreibweise AeroVironment) ist ein börsennotiertes amerikanisches Technologie-Unternehmen mit Sitz in Monrovia (Kalifornien), das auf den Gebieten der Luftfahrt, speziell der unbemannten Luftfahrzeuge sowie der Elektromobilität tätig ist und Testdienstleistungen anbietet.
Es wurde 1971 vom Luftfahrtpionier Paul MacCready gegründet.

## Geschäftsfelder

### Luftfahrt
Aerovironment ist insbesondere in Nischenbereichen der Luftfahrt tätig. In den Anfangsjahren machte das Unternehmen mit muskelkraftbetriebenen Flugzeugen auf sich aufmerksam, legte später Grundlagen für solarbetriebene Flugzeuge und etablierte sich danach auf dem Markt für kleine unbemannte Flugzeuge. Im Folgenden eine Liste bekannter Produkte:
- Gossamer Condor: Das erste erfolgreiche muskelkraftbetriebene Flugzeug.
- Gossamer Albatross: 1979 flog dieses muskelkraftbetriebene Flugzeug über den Ärmelkanal.Gossamer Albatross II

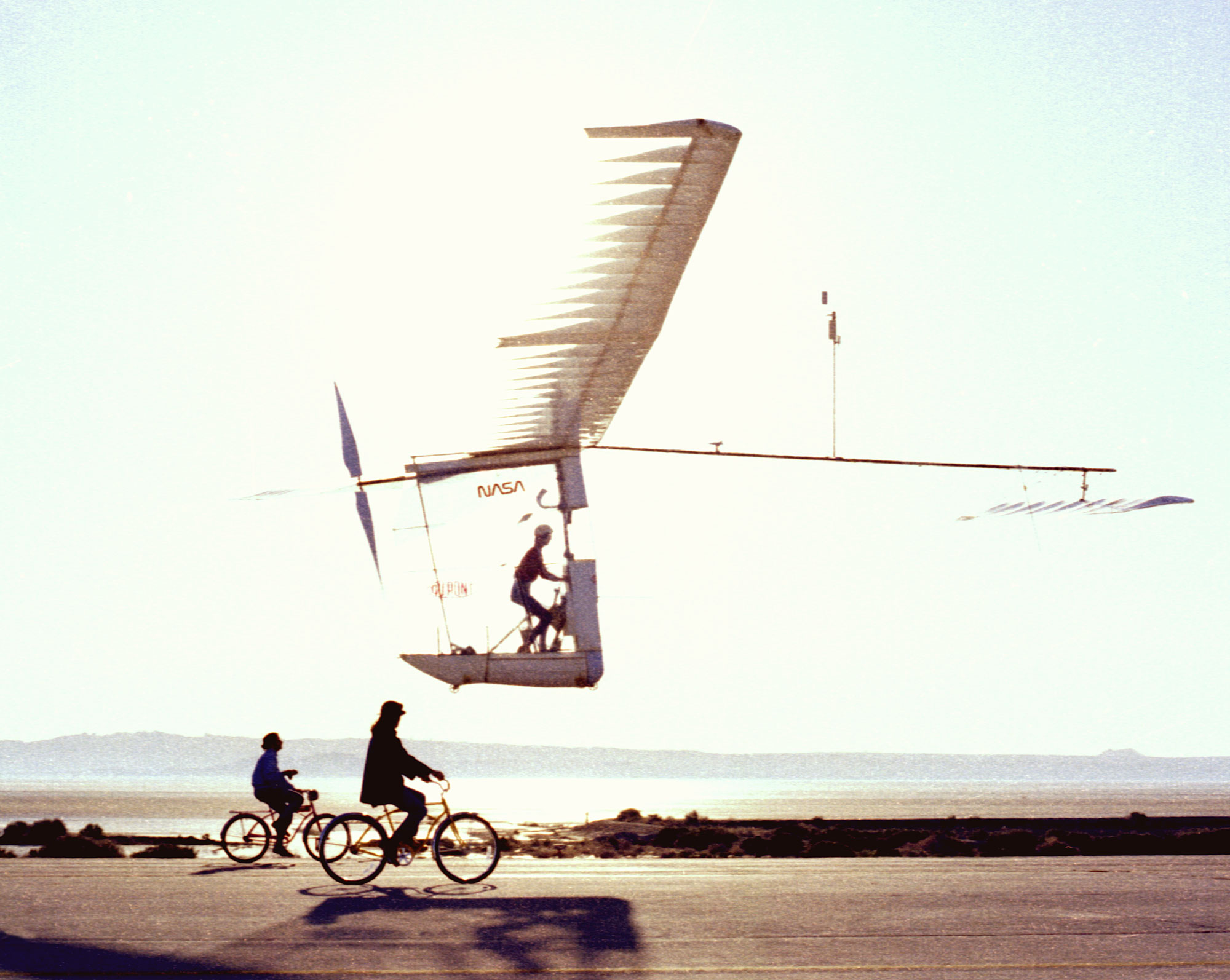
Gossamer Albatross II

- Gossamer Penguin: Eine solargetriebene Variante des Gossamer Albatross.
- Solar Challenger: Die Solar Challenger flog 262 km von Paris nach England.
- Pathfinder, Centurion, Helios: Eine Reihe hochfliegender solar- bzw. brennstoffzellengetriebener UAVs.Helios

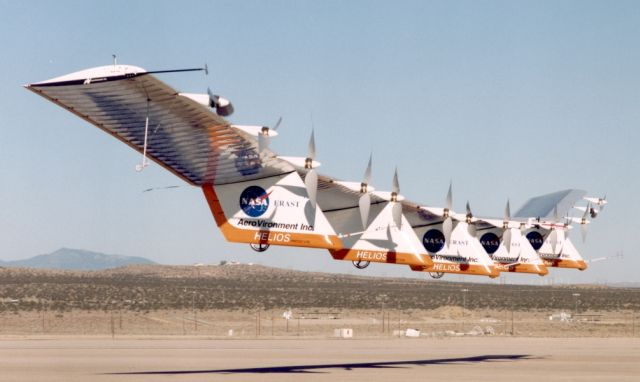
Helios

- Global Observer: Ein für lange Flugzeiten in großen Höhen optimiertes Flugzeug mit Brennstoffzellenantrieb.
- Raven: Ein kleines unbemanntes Flugzeug für das Militär.
- Wasp: Ein Miniatur-UAV.
- Puma: Ein handstartfähiges militärisches UAV.
- Nano Hummingbird: Ein extrem kleines Fluggerät, das im Aussehen und der Flugtechnik einem Kolibri nachempfunden wurde.
- SkyTote: Ein senkrechtstartfähiges Hybridfluggerät.
- Switchblade: Eine Klasse bewaffneter Drohnen (Loitering Weapons).

Im Januar 2021 übernahm Aerovironment den amerikanischen Drohnenhersteller Arcturus UAV für 450 Millionen Dollar.

### Elektromobilität
Kommerziell entwickelt und produziert Aerovironment Ladestationen für Elektrofahrzeuge. Das Unternehmen entwickelte jedoch, teils in Kooperation mit anderen Unternehmen, auch solar und elektrisch betriebene Versuchsfahrzeuge.

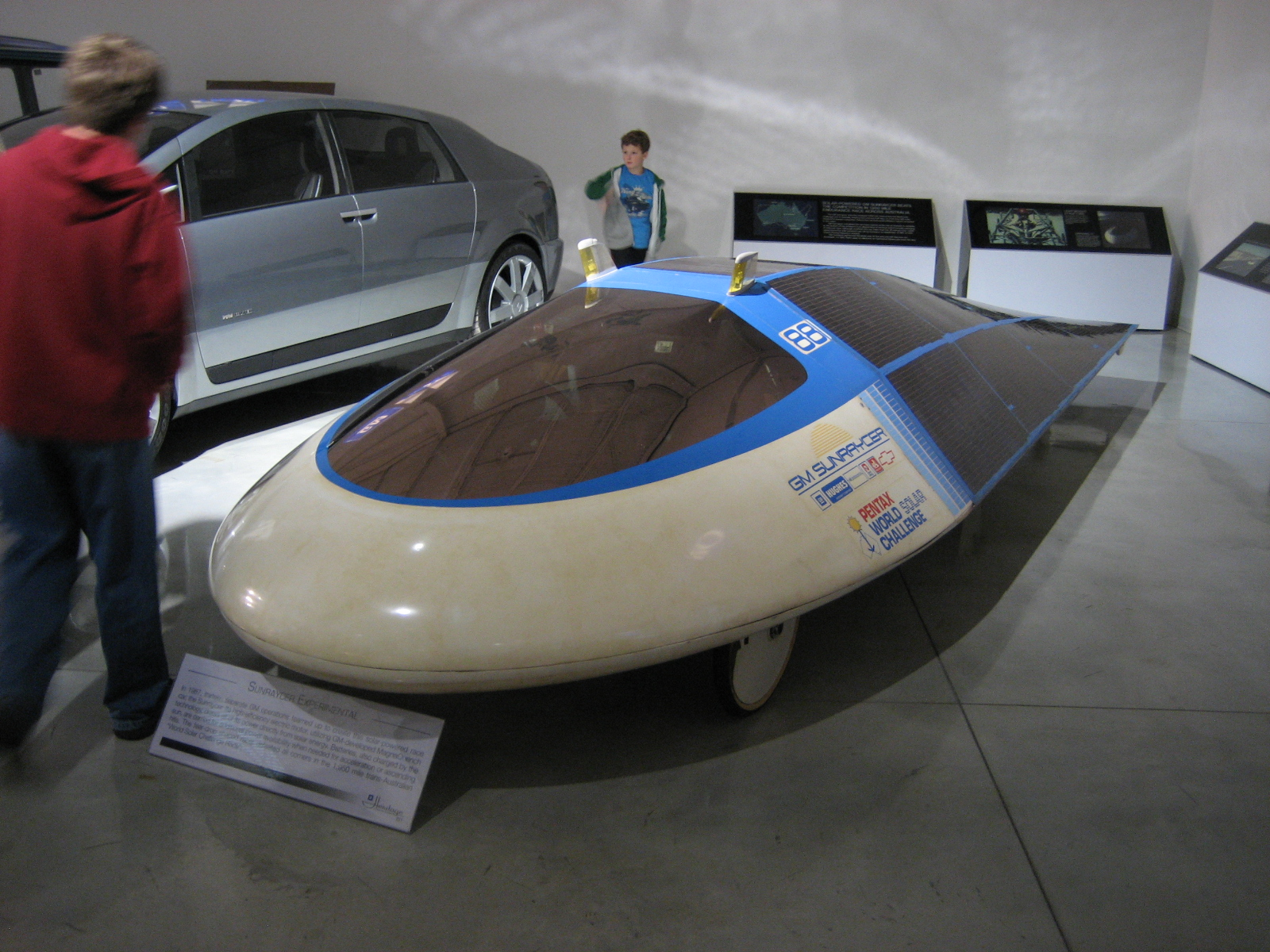
Sunraycer

- Sunraycer: Dieses solarbetriebene Auto gewann 1987 das erste Rennen für derartige Fahrzeuge in Australien. Das zweite Auto kam erst zwei Tage später ins Ziel.
- GM Impact: Dieses elektrisch angetriebene Auto wurde als Prototyp eines Serienfahrzeugs gebaut.